# Alfredo Soressi
Alfredo Soressi (Piacenza, 30 marzo 1897 – Piacenza, 1º marzo 1982) è stato un pittore e architetto italiano.

## Biografia
Alfredo Soressi nacque il 30 marzo 1897 a Mucinasso di San Lazzaro, un sobborgo alle porte di Piacenza, ultimo di quattro fratelli, da Emilio Soressi, un piccolo agricoltore che arrotondava le magre entrate facendo il caldaista, e da Palmira Civardi, casalinga.
Già da bambino dimostrò una spiccata attitudine a disegnare e al termine della scuola era solito frequentare la canonica dove il parroco don Pietro Leoni (lui stesso dotato di una certa capacità artistica) impartiva lezioni di disegno ad alcuni allievi specialmente portati. Conclusa la scuola elementare, dopo un breve periodo come garzone carrettiere (che però fu importante per la sua formazione artistica, facendogli prendere dimestichezza con basti e finimenti degli animali che tanta parte avranno nella sua produzione pittorica) si iscrisse all'Istituto d'arte Gazzola di Piacenza, avendo come insegnante di pittura e scultura Francesco Ghittoni: qui si dedicò specialmente allo studio del disegno che ritenne sempre (come anche gli ripeteva il suo maestro) essere la base delle arti figurative e della prospettiva.
Nel 1915 l'Italia entra nella prima guerra mondiale e nel settembre del 1916 Soressi dovette interrompere gli studi per andare al fronte: fu in trincea alla Bainsizza e combatté sul Monte Grappa dove ebbe un piede mutilato a causa dello scoppio di una granata. In seguito a ciò, una volta terminata la degenza in ospedale, entra in una speciale sezione dell'Accademia di Brera di Milano che era stata istituita per i mutilati e invalidi di guerra e qui consegue il diploma di professore di disegno e architettura. Resta nell'ambito dell'Accademia e nel 1921 partecipa al concorso per il piano regolatore dell'Isola Comacina e poi l'anno seguente si reca in Val Camonica con l'incarico di riordinare le locali scuole professionali.
Fa quindi ritorno a Piacenza dove nel 1925 vince il concorso per la cattedra di Ornato presso l'Istituto Gazzola, di cui era stato allievo, e dove insegnerà fino al 1958, formando numerosi artisti tra cui Cinello Losi. Ben presto edifica la sua casa-studio in via San Sepolcro di cui lui stesso disegna la facciata e nella quale abiterà per tutta la vita. Le sue prime testimonianze pittoriche sono del 1923 (Capriccio, Vecchi ulivi) nelle quali si nota una forte impronta impressionistica, ma attende il 1926 per presentarsi alla sua città esponendo agli Amici dell'Arte alcuni quadri che riscuotono buon successo di pubblico e di critica; e già in quella occasione viene sottolineato come nella sua arte "la fantasia abbondante non varca il limite del buon senso e dell'onesto decoro che troppo spesso è violato dalle sentinelle del Novecento".
A questa si succedono altre mostre cui Soressi partecipa: due anni dopo nel 1928 sempre agli Amici dell'arte di Piacenza e alla Galleria ex Corradi di Milano in coppia col livornese Mario Menichetti, e poi l'anno seguente a Roma alla Casa d'Arte Baldi: entrambe hanno un buon riscontro e molte opere sono vendute, cosa non scontata lontano dal proprio mercato abituale e con un genere pittorico che era lontano da qualsiasi slancio di modernità. Infatti il pittore ripeteva che «l'informale, l'astratto è niente... Quando una cosa non si può misurare, leggere, capire, non significa niente. L'arte è sempre qualcosa di bello, di armonioso, di istruttivo». Espone ancora a Milano alla Galleria Micheli insieme a Luigi Mantovani e pressoché annualmente nella sua città, ora agli Amici dell'Arte, ora alla Bottega degli Artisti, ora al Palazzo Gotico. 
Nel 1932 Alfredo Soressi sposa Giuseppina Bracchi, anche lei acquarellista che tuttavia rinuncerà alla carriera dopo il matrimonio per volere del marito.. Attivo anche come incisore, cura le illustrazioni del volume Fantasie teatrali di Fulvio Provasi.). In qualità di architetto vince nel 1938 il progetto per la Casa del Mutilato di Piacenza, che verrà edificata tra il 1939 e il 1941. Nel 1937 è nominato direttore del Museo Civico, le cui collezioni sono a quel tempo conservate presso l'Istituto Gazzola, incarico che conserverà fino al 1950. 
Dopo la seconda guerra mondiale, nel febbraio 1945 partecipa con altri artisti piacentini tra cui Luciano Ricchetti, Luigi Arrigoni, Ernesto Giacobbi e Sergio Belloni a una mostra nei locali della Galleria d'Arte Moderna Ricci Oddi, vuota delle opere che erano state sfollate in provincia per sottrarle ai pericoli bellici, poi l'anno successivo alla mostra nel salone della Filodrammatica e poi nel 1954 a quella che si tiene nel Palazzo Gotico. Riprende anche a esporre fuori Piacenza, a Milano, Venezia, Bari, al Maschio Angioino di Napoli nel 1957, all'Antibiennale di Roma tenutasi nell'agosto 1958 al Palazzo delle Esposizioni, a cura del sindacato d'arte pura figurativa, ricevendo attestati e premi (Medaglia d'oro alla Mostra d'arte pura di Napoli e all'Antibiennale di Roma).
Nel 1956 cerca di realizzare un "villaggio per artisti" a Bosconure, presso Ferriere in alta val Nure, luogo di origine della moglie; tuttavia, nessuno dei colleghi accoglie l'invito a trasferirvisi e così verranno costruite solo una chiesetta, un ostello e un paio di villette. «Una bella idea, ma un po' bislacca» commenterà il critico Ferdinando Arisi nel 1984 nel suo libro I Soressi della Ricci Oddi.
Proseguirà quindi il suo lavoro nel suo studio, fino alla morte avvenuta il 1º marzo 1982. Per volontà testamentaria del pittore, venti dipinti sono donati alla Pinacoteca Ricci Oddi di Piacenza la quale gli dedica una mostra retrospettiva. Sue opere sono anche nelle pinacoteche di Ferrara, Forlì e Bari.

## I dipinti
Già dalle prime opere pittoriche e poi per tutta la sua attività Alfredo Soressi dimostrò che il suo principale interesse e fonte d'ispirazione era la campagna, come prima di lui avevano fatto Stefano Bruzzi e Filippo Palizzi,  e in quest'ambito si focalizzò sul lavoro dei cavalli e dei carrettieri lungo i fiumi che bagnano Piacenza, il Po e la Trebbia, e da ciò scaturì una fin troppo nutrita serie di opere con tale soggetto (Carrettieri, il guado, Tiro a due, a tre, Pieno carico, Il grande sforzo, per citarne solo alcuni); inoltre rappresentò i vari animali dei contadini, i buoi, gli asini, le capre, le pecore, i conigli. Spesso diede a questi ultimi intitolazioni scherzose, cosicché un gruppo di asini diventa Il Parlamento, e La camerata, altri tre ciuchi legati alla sbarra sono I vincitori del Palio, una parata di conigli I leoni, o I coraggiosi, alcune pecore Le amiche, e così via. Accanto a queste più numerose rappresentazioni, specie nella prima parte della sua produzione, troviamo anche vedute di angoli caratteristici di Piacenza, sia contemporanea (Via Cantarana, in tre versioni, Via S. Andrea, L'ombra di S. Margherita, e i vivaci L'uscita dalla Messa di S. Francesco, e Gli sposi a S. Sepolcro), sia del passato ( Il Mercato di Pasqua in Piazza Cavalli nel 1780, S. Eufemia, S. Sepolcro nel 1720). E poi paesaggi specie dell'alta val Nure dove l'artista trascorreva le estati (Mulino del Gnocco, Le Moline, Felino, Mareto, Pradello, La Musa di Bettola, Monte cinque dita, Groppallo), ma anche del Castello di Rivalta (in due versioni a distanza di vent'anni), e ancora scene dell'antica Roma (Terme romane, Apelle e la modella, Mercato di schiavi) o innocenti nudi (La guardia del corpo, Diana, Il riposo di Diana, La gazza curiosa, Susanna, Ninfe, Donne al bagno, Le Fonti), bellissimi Fiori, soprattutto rose, e poi alcuni ritratti (della moglie, di amici e committenti), scene di vita quotidiana (la stupenda tavola Bambina con le oche), soggetti religiosi (il Trittico dell'infanzia di Gesù, vari Angeli e Cherubini), dei deliziosi Uccellini sul ramo. Da segnalare anche, unica per drammaticità e dimensioni (100x300 cm.) la Carica di cavalleria nei pressi di Sacile.
Fino dal suo presentarsi al pubblico Alfredo Soressi ebbe il gradimento della clientela e il favore della critica, che ne apprezzava "il senso finissimo di proporzioni di masse e di misura e precisione di disegno e di tocco", e lo definiva "un animalista ricco di qualità" Però col passare del tempo, mentre pubblico e acquirenti a Piacenza come nel resto d'Italia continuavano a gradire (garantendogli stabilità economica) quella sua pittura tradizionale che aveva avuto nel piacentino Stefano Bruzzi il suo massimo interprete, e da cui egli aveva tratto ispirazione (l'altro era stato Filippo Palizzi), una parte della critica incominciò a rimproverare come egli fosse "sordo ad ogni allettamento di moderni orientamenti.... e potrebbe dirsi un pittore del primo Ottocento giunto in ritardo". E non senza qualche fondamento: infatti "il disprezzo di Alfredo Soressi per le esperienze del suo secolo fu totale", e respinse sempre tutte le ricerche d'avanguardia.
Tuttavia, la definizione riduttiva di "pittore di cavalli" dovette dispiacergli, da qui la produzione di gradevoli nudi e di ambientazioni storiche discostantesi dalla sua iconografia consueta. Realizzò anche riuscite opere di gusto decisamente impressionista, alla maniera di Corot, come il dipinto su tavola (cm. 66x124) Chi lavora e chi mangia dove lo sfondo, il paesaggio non è qualcosa di accessorio ma avvolge con pennellate ampie e decise il gruppo di buoi al centro della scena, questi realizzati invece con la consueta meticolosità. Restò comunque il pittore di un'arcadia che si prolunga, abbastanza insensibile ai mutamenti, per i molti decenni del Novecento in cui egli fu attivo. Fu un nostalgico del buon tempo antico, di un'epoca in cui i ritmi della vita erano più lenti e si poteva guardare alle cose senza gli affanni della modernità. Ed è soprattutto questo che caratterizza e rende suggestivi i suoi dipinti.

## Galleria d'immagini

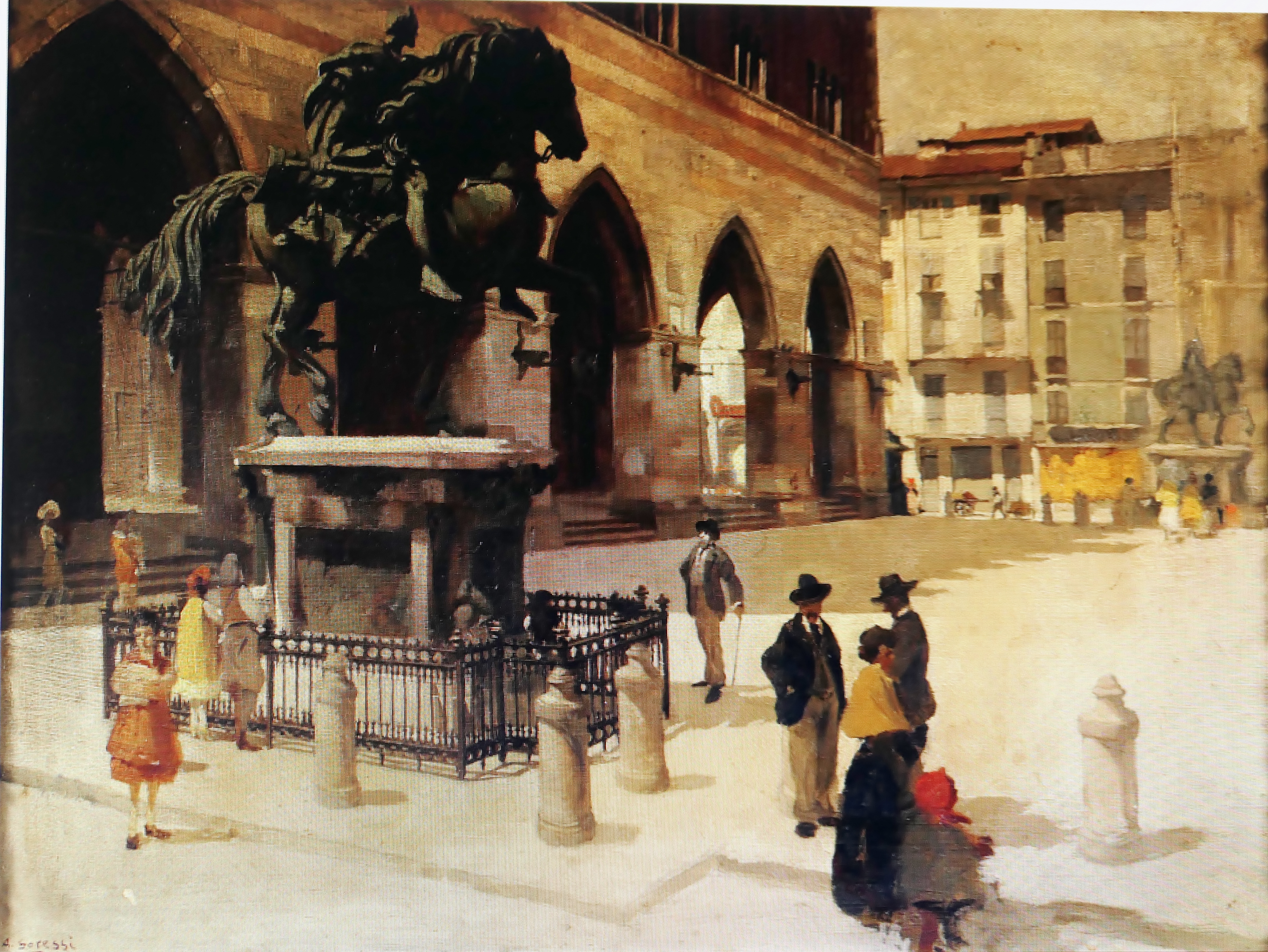
Piazza Cavalli
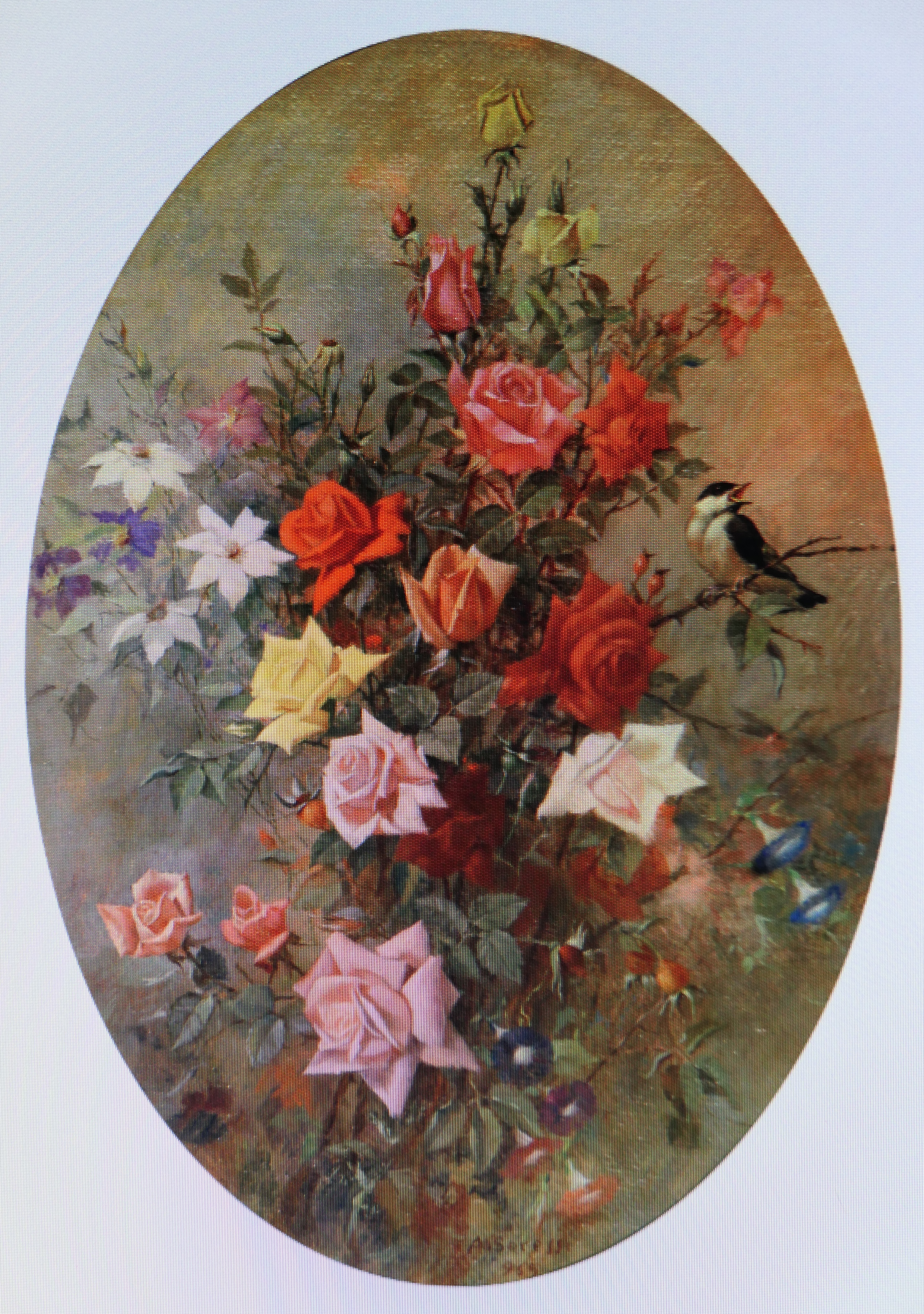
Fiori
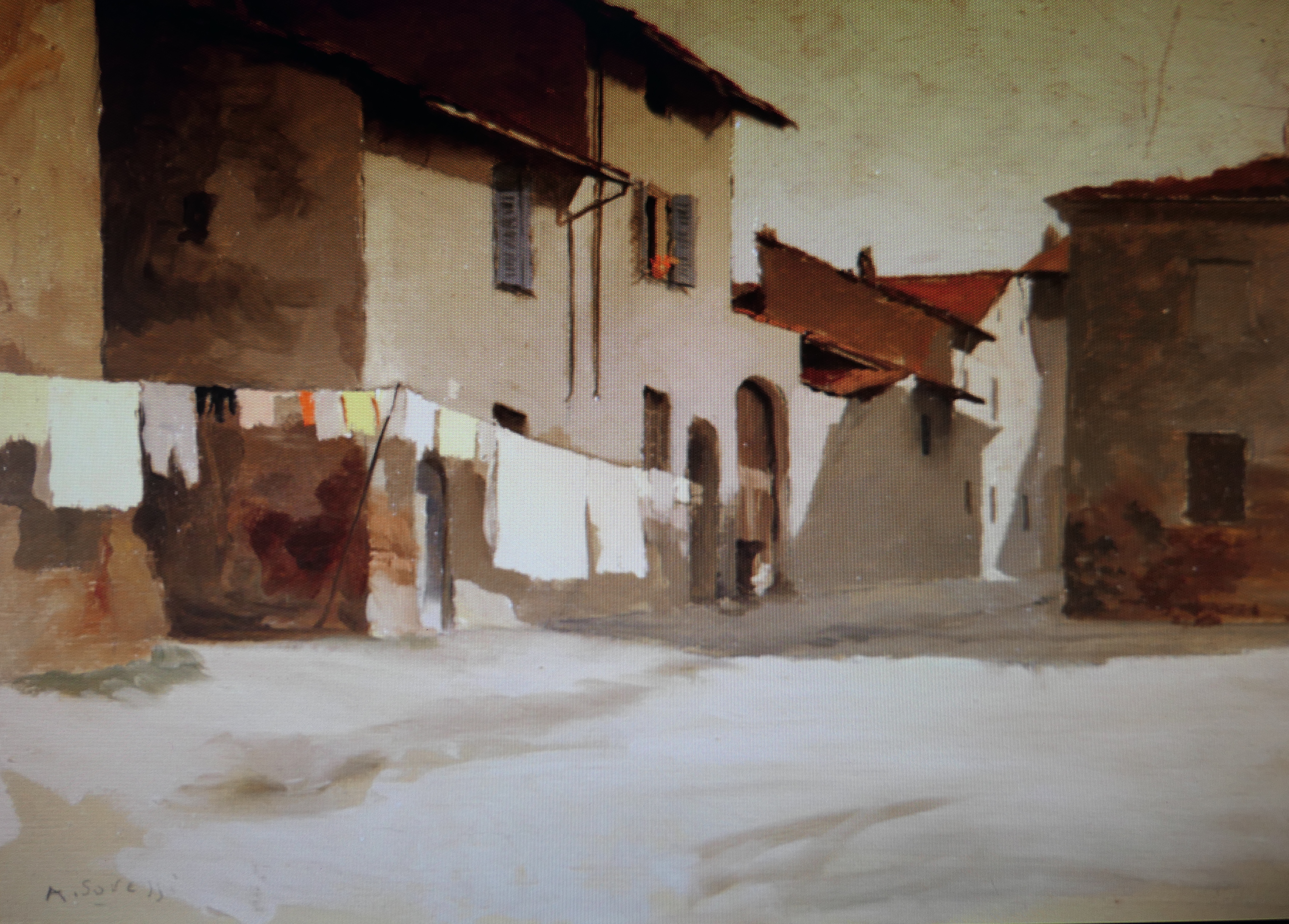
Via Cantarana
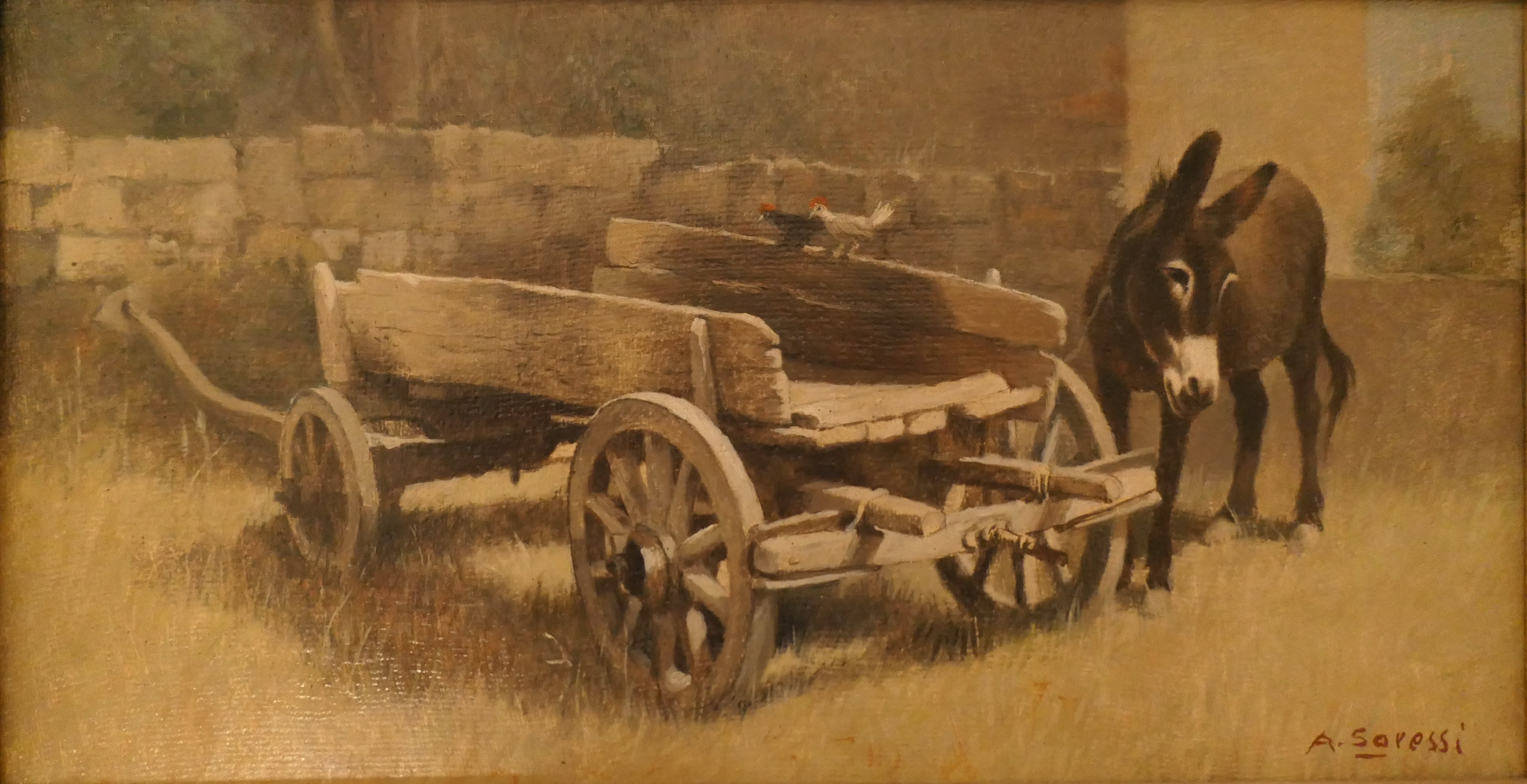
Il vecchio carro
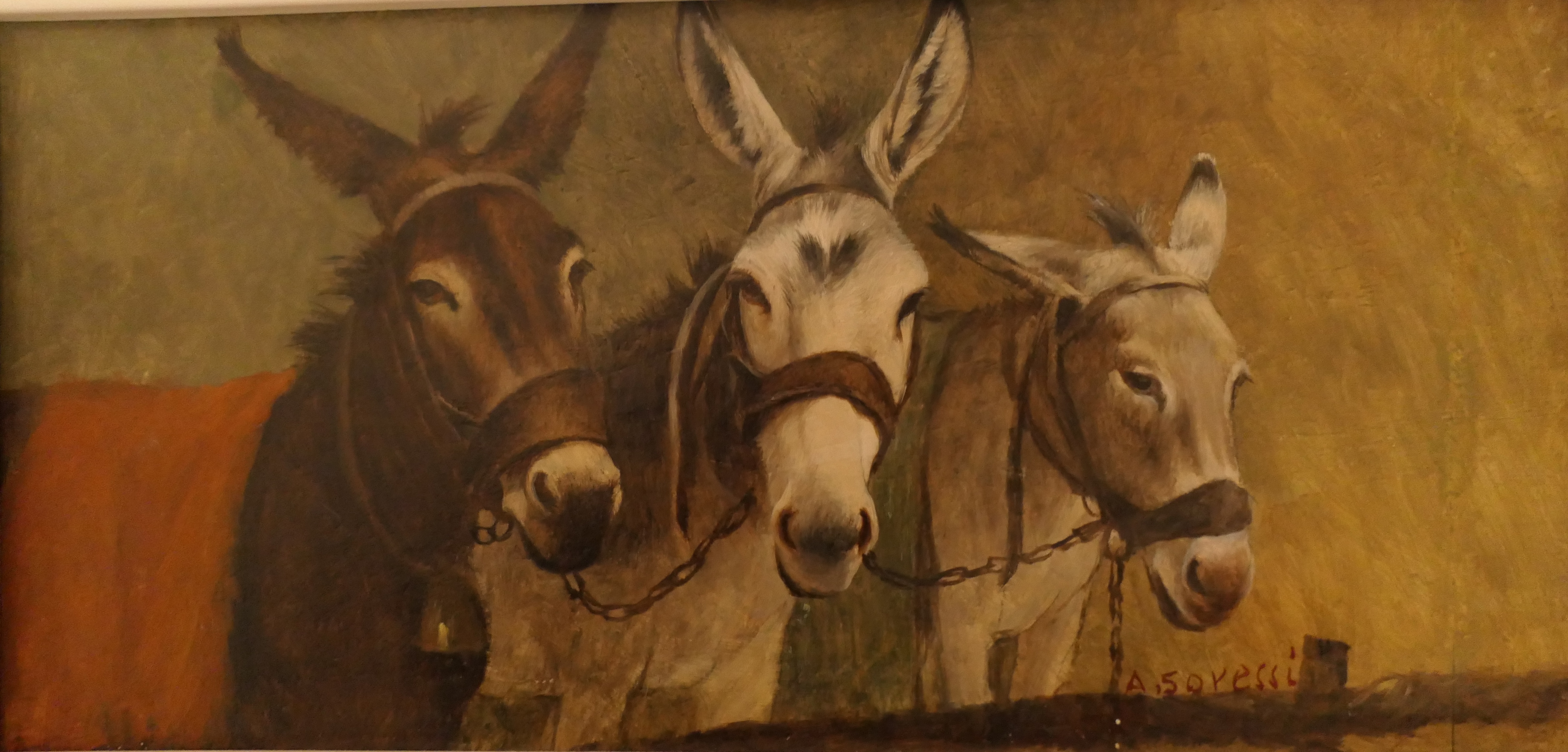
I vincitori del Palio
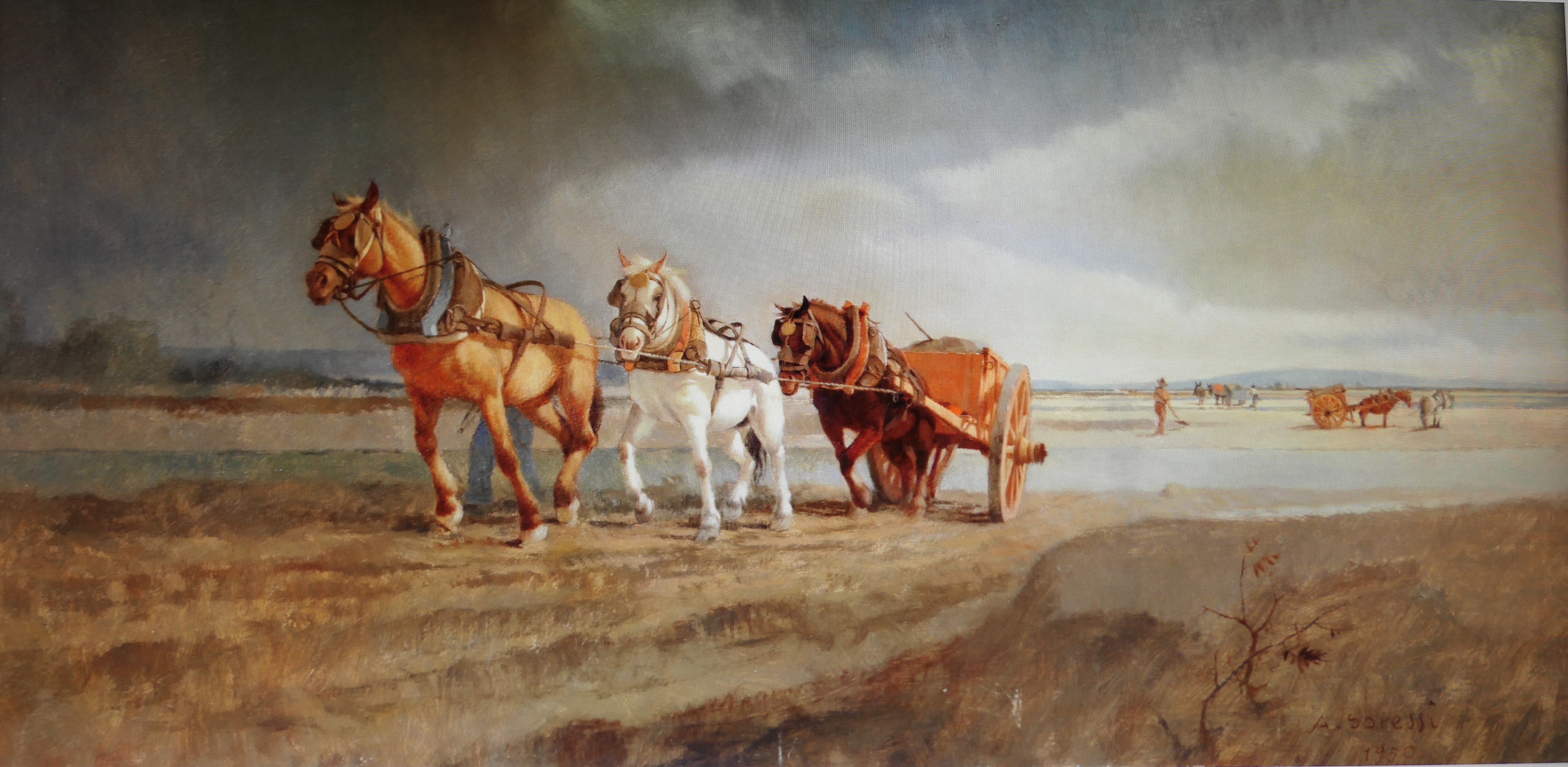
Tiro a tre
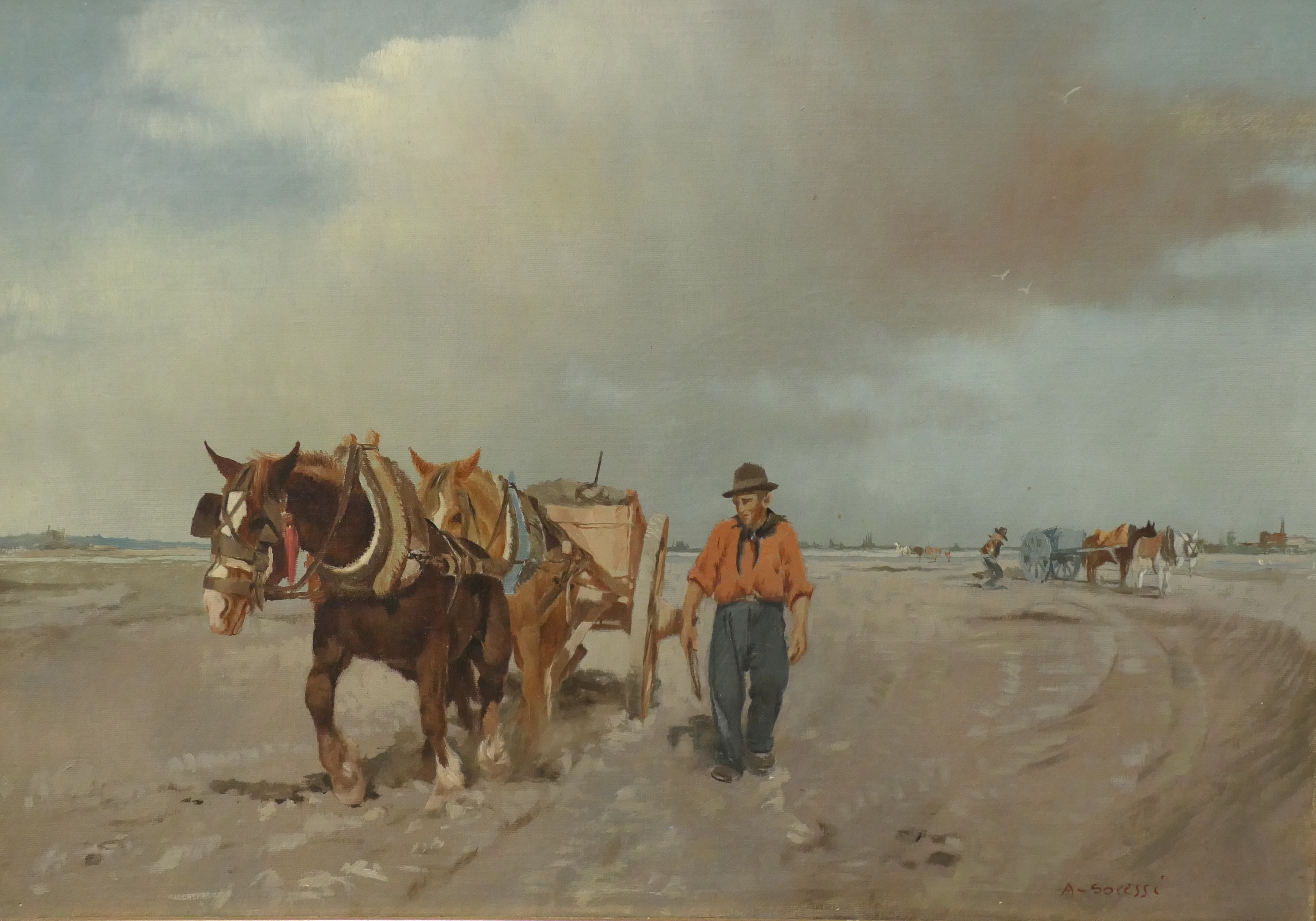
Carrettiere
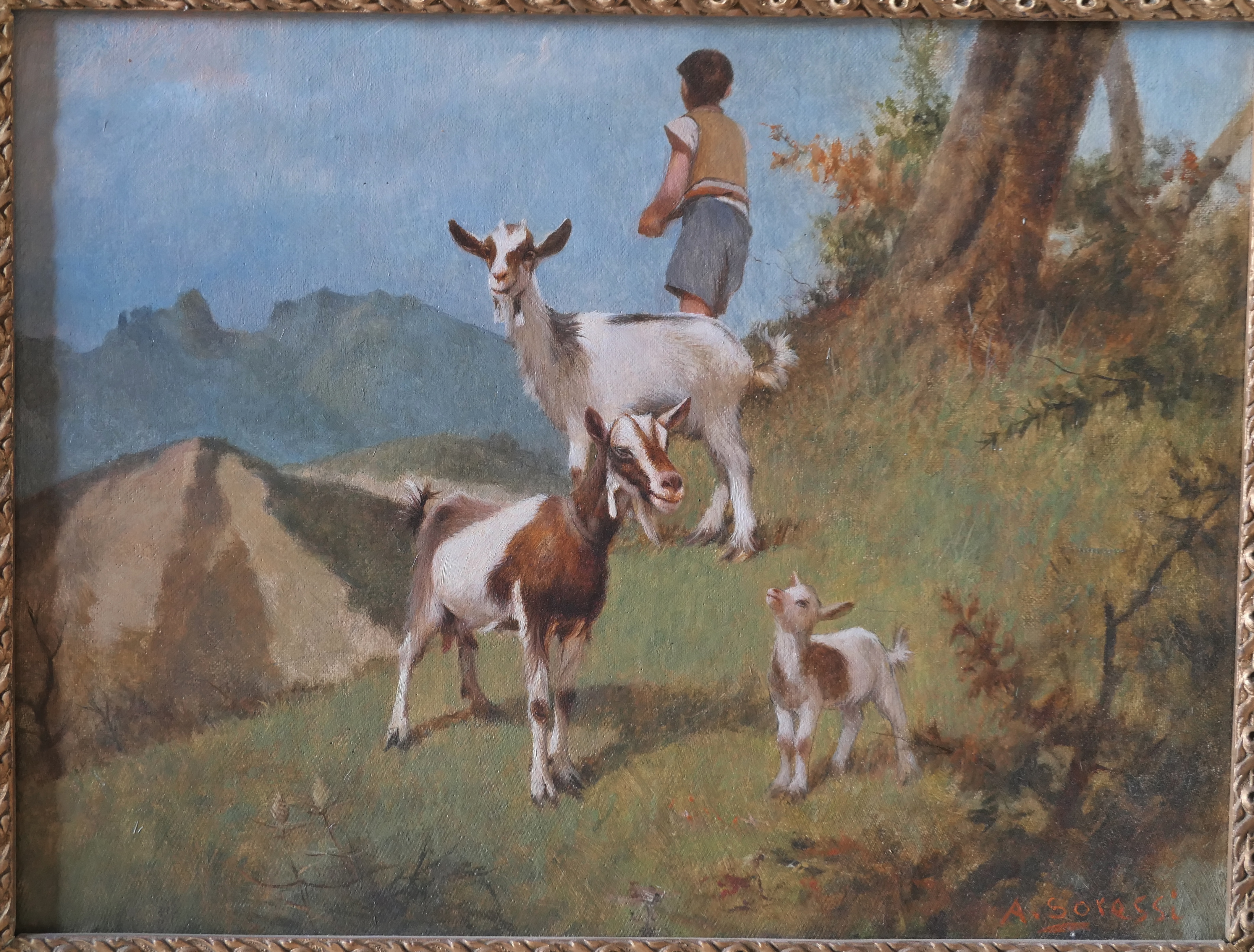
Monte cinque dita